# آرمن گالویان
آرمن آنوشاوانی گالویان (ارمنی: Արմեն Անուշավանի Գալոյան؛  زادهٔ ۱ مهٔ ۱۹۲۹ - درگذشته ۶ اکتبر ۲۰۱۲) زیست‌شیمی‌دان، استاد، آکادمیسین اهل ارمنستان بود. وی تا سال ۲۰۱۲ مدیر و سردبیر نشریه علمی روسی‌زبان نئوروخیمیا (روسی: Нейрохимия) بود.

## زندگی‌نامه
وی در ۱ مهٔ ۱۹۲۹ در آنوشاوان به دنیا آمد و از دانشگاه پزشکی دولتی ایروان (۱۹۵۳) و انستیتو زیست‌شناسی رشد نیکلای کولتسوف فرهنگستان علوم روسیه (۱۹۵۶) فارغ‌التحصیل گشت. وی عضو فرهنگستان ملی علوم ارمنستان بود. همچنین برندهٔ جوایزی همچون نشان آنانیا شیراکاتسی ()، دانشمند شایسته جمهوری ارمنستان (۲۰۱۰) و نشان برجسته افتخار شده است. وی در ۶ اکتبر ۲۰۱۲ در سن ۸۳ سالگی در ایروان درگذشت.

## یادداشت
1. ↑  Փոքր Պարնի
2. ↑  բժշկական գիտությունների դոկտոր
3. ↑  Нейрохимия
4. ↑  d:Q96735446